# 派斯克小岛州立公园

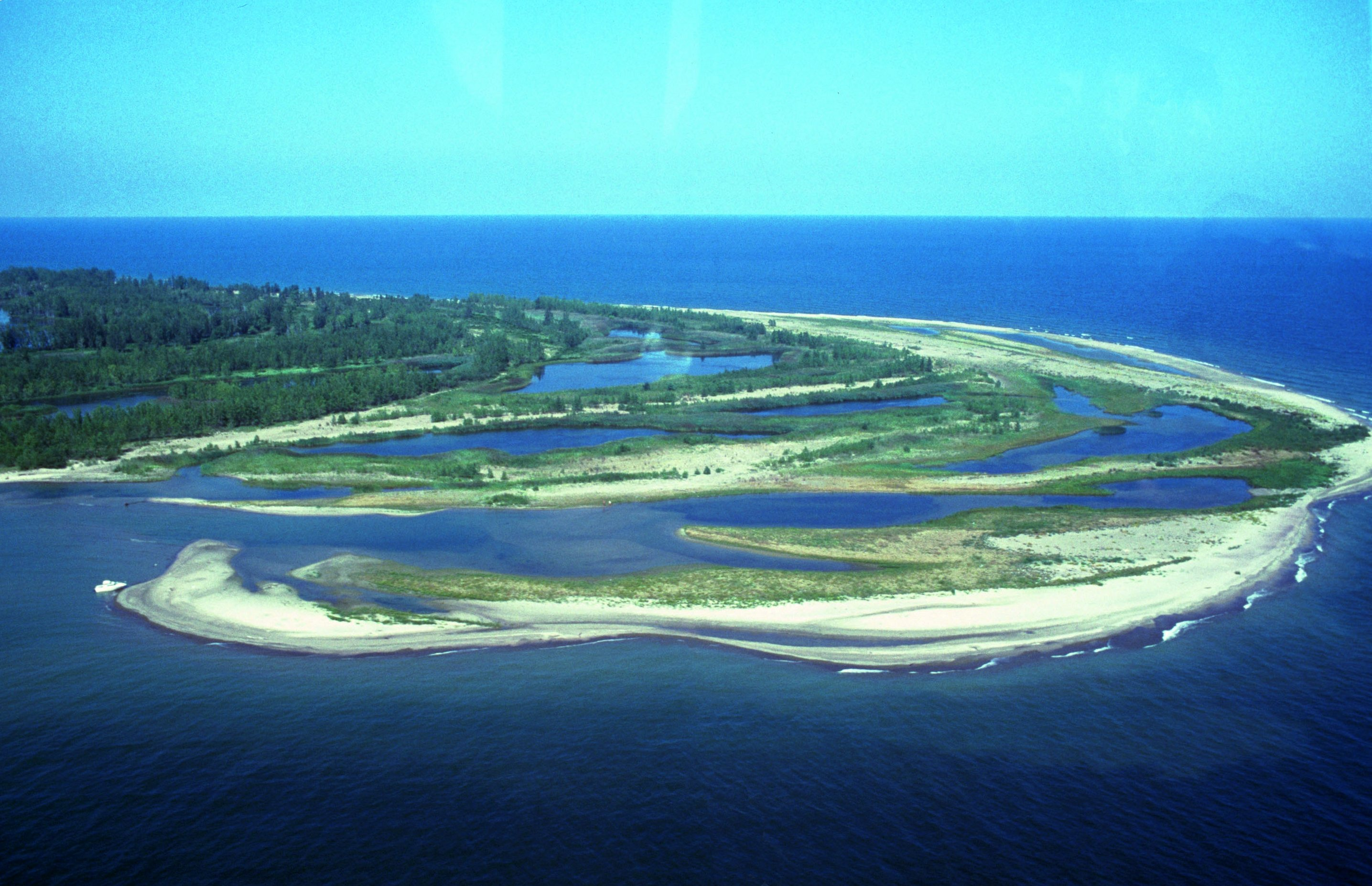
派斯克小島的東北方鳥瞰圖

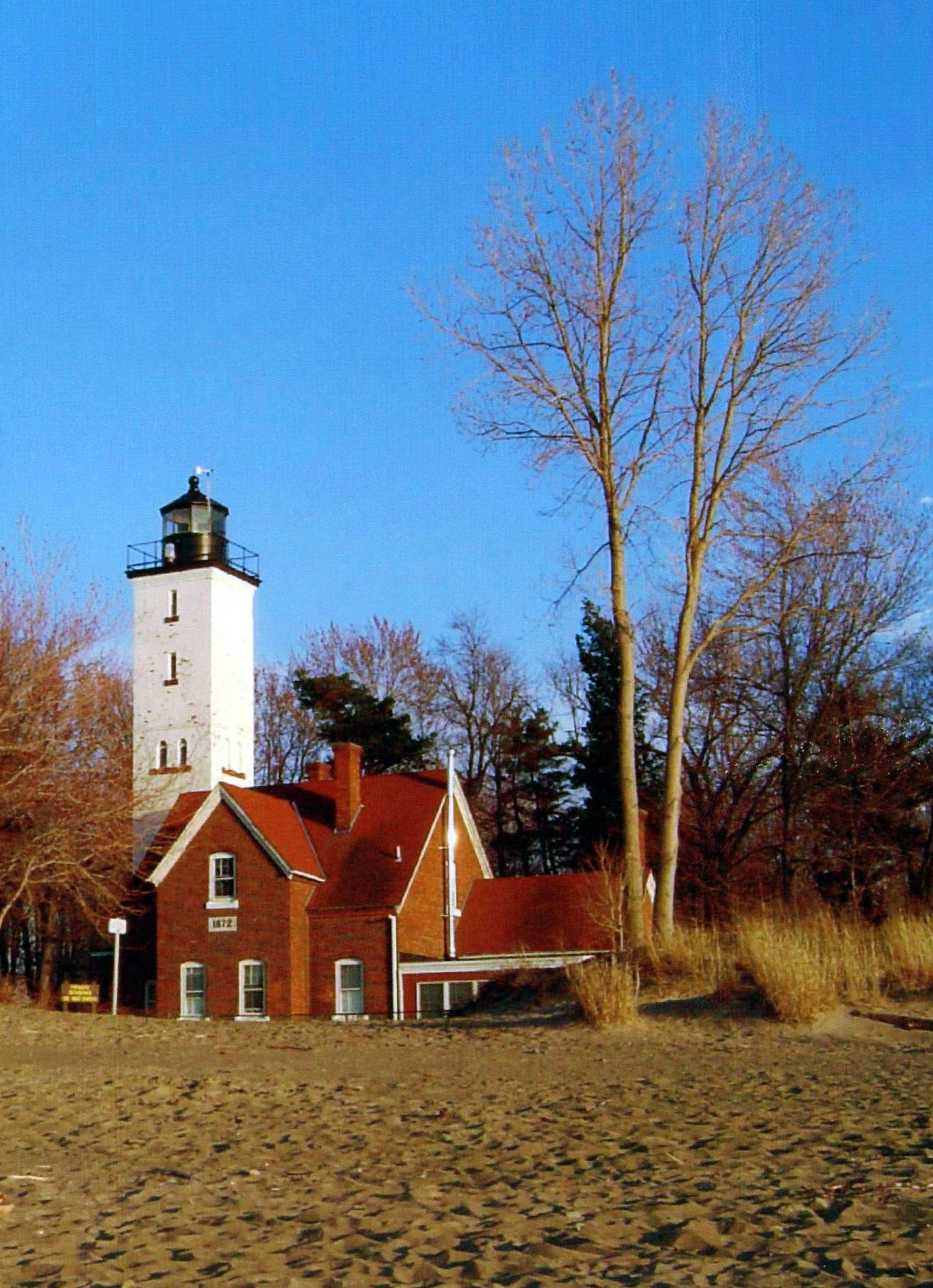
派斯克小島燈塔

派斯克小島州立公園（英語：Presque Isle State Park），賓夕法尼亞州的州立公園，佔地3200英畝，位於伊利湖的一個含沙半島，鄰近伊利。每年有4百萬個訪客。訪客常常在公園內到沙灘遊玩、游泳、遠足、踏單車、線型滑冰和觀鳥。公園包含13英哩馬路和21英哩的郊遊徑。奧利弗·哈澤德·佩裡（在1812年戰爭期間的一位海軍少校）的一座紀念碑矗立在半島遠遠的邊陲。